# Li Lihui

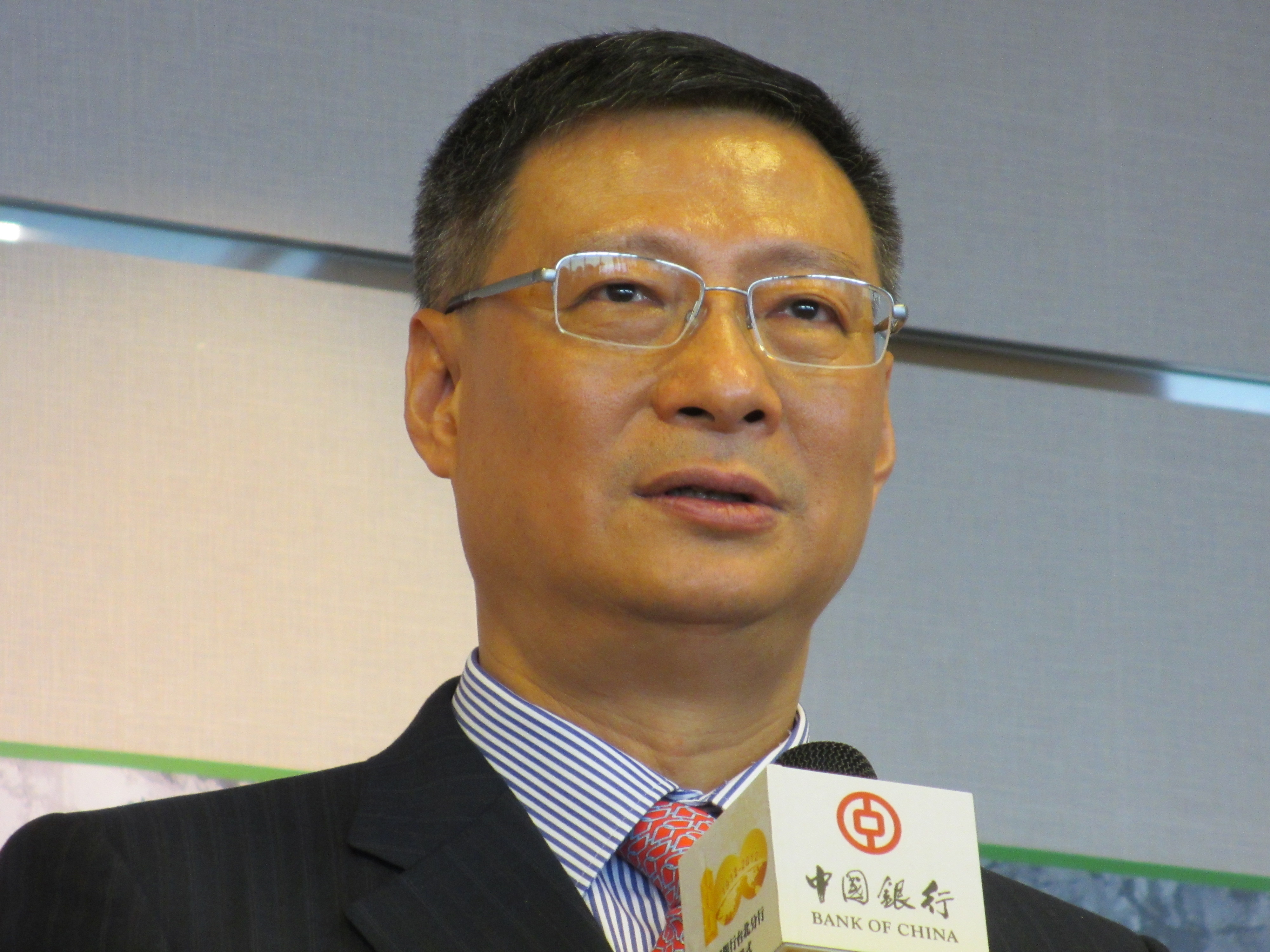
Li Lihui

Li Lihui (chinesisch: 李礼辉, pinyin: Lǐ Lǐhuī; * 1952) ist ein chinesischer Bankier und Manager.

## Leben
Li studierte Finanzwissenschaften an der Xiamen-Universität, wo er 1977 seinen Abschluss erreichte. 1999 erhielt er von der Guanghua School of Management an der Peking-Universität den Doktortitel in Finanzwissenschaften verliehen.
Li leitete das chinesische Unternehmen Bank of China als Präsident und CEO von 2004 bis 2014.